# Restricție (matematică)

Funcția x^{2} cu domeniul nu are inversă. Dacă se restricționează x^{2} la numerele reale nenegative, atunci ea are inversă, cunoscută drept rădăcina pătrată a lui x.

În matematică o restricție a unei funcții {\displaystyle f} este o funcție nouă, notată {\displaystyle f\vert _{A}} sau {\displaystyle f{\upharpoonright _{A}}}, obținută prin alegerea unui domeniu de definiție mai mic, A, din cel al funcției {\displaystyle f}.

## Definiția formală
Fie {\displaystyle f:E\to F} o funcție pe mulțimea E cu valori în mulțimea F. Dacă mulțimea A este o submulțime a mulțimii E, atunci restricția lui {\displaystyle f} la {\displaystyle A} este funcția
{\displaystyle {f|}_{A}\colon A\to F}
dată de f|A(x) = f(x) pentru x din A. Informal, restricția lui f la A este aceeași funcție f, dar este definită numai pe {\displaystyle A\cap \operatorname {dom} f}.
Dacă funcția f este înțeleasă ca o relație⁠(d) {\displaystyle (x,f(x))} pe produsul cartezian {\displaystyle E\times F}, atunci restricția lui f la A poate fi reprezentată de graficul său {\displaystyle G({f|}_{A})=\{(x,f(x))\in G(f)\mid x\in A\}=G(f)\cap (A\times F)}, unde perechile {\displaystyle (x,f(x))} sunt perechi ordonate în graficul G.

## Exemple
1. Restricția unei funcții neinjective {\displaystyle f:\mathbb {R} \to \mathbb {R} ,\ x\mapsto x^{2}} la domeniul {\displaystyle \mathbb {R} _{+}=[0,\infty )} este injecția {\displaystyle f:\mathbb {R} _{+}\to \mathbb {R} ,\ x\mapsto x^{2}}.
2. Funcția factorial este restricția funcției gamma la întregii pozitivi, cu argumentul micșorat cu 1: {\displaystyle {\Gamma |}_{\mathbb {Z} ^{+}}\!(n)=(n-1)!}

## Proprietăți ale restricțiilor
- Restricția unei funcții {\displaystyle f:X\rightarrow Y} la întregul său domeniu {\displaystyle X} este funcția inițială, adică {\displaystyle f|_{X}=f}.
- Restricționarea de două ori este aceeași cu restricționarea o singură dată, adică dacă {\displaystyle A\subseteq B\subseteq \operatorname {dom} f}, atunci {\displaystyle (f|_{B})|_{A}=f|_{A}}.
- Restricționarea funcției identitate pe mulțimea X la o submulțime A din X este tocmai funcția de incluziune din A în X.[2]
- Restricția unei funcții continue este continuă.[3][4]

## Aplicații

### Funcții inverse
Pentru ca o funcție să aibă inversă, aceasta trebuie să fie injectivă. Dacă o funcție f nu este injectivă, poate fi posibil să se definească o inversă parțială a lui f prin restricționarea domeniului. De exemplu, funcția
{\displaystyle f(x)=x^{2}}
definită pe tot {\displaystyle \mathbb {R} } nu este una injectivă deoarece x2 = (−x)2 pentru orice x din {\displaystyle \mathbb {R} }. Totuși, funcția devine injectivă dacă se restricționează la domeniul {\displaystyle \mathbb {R} _{\geq 0}=[0,\infty )}, (v. imaginea de sus) în care caz
{\displaystyle f^{-1}(y)={\sqrt {y}}.}
(Dacă se restricționează la domeniul {\displaystyle (-\infty ,0]}, atunci inversa este minus rădăcinia pătrată a lui y.)  Alternativ, nu este nevoie de restricționarea domeniului dacă se permite ca inversa să fie o funcție multiformă⁠(d).

### Fascicule
Fasciculele⁠(d) oferă o modalitate de generalizare a restricțiilor obiectelor în afară de funcții.
În teoria fasciculelor se atribuie un obiect {\displaystyle F(U)} dintr-o categorie fiecărei mulțimi deschise U dintr-un spațiu topologic și se cere ca obiectele să îndeplinească anumite condiții. Cea mai importantă condiție este existența restricțiilor de morfisme între fiecare pereche de obiecte asociate mulțimilor deschise imbricate; adică dacă {\displaystyle V\subseteq U}, atunci există un morfism resV,U : F(U) → F(V) care satisface următoarele proprietăți, care sunt concepute pentru a imita restricția unei funcții:
- Pentru orice mulțime deschisă U din X, restricția de morfism resU,U : F(U) → F(U) este morfismul identic pe F(U).
- Dacă există trei mulțimi deschise W ⊆ V ⊆ U, atunci compunerea⁠(d) resW,V ∘ resV,U = resW,U.
- (Localizare) Dacă (Ui) este o acoperire deschisă a mulțimii deschise U, și dacă s,t ∈ F(U) sunt astfel încât s|Ui = t|Ui pentru orice mulțime Ui a acoperirii, atunci s = t; și
- (Lipire) dacă (Ui) este o acoperire deschisă a mulțimii deschise U, și dacă pentru orice i o secțiune si ∈ F(Ui) este dată astfel încât pentru fiecare pereche Ui,Uj din mulțimile de acoperire restricțiile si și sj pot forma suprapunerea: si|Ui∩Uj =  sj|Ui∩Uj, atunci există o secțiune s ∈ F(U) astfel încât s|Ui = si pentru orice i.

Colecția tuturor acestor obiecte se numește fascicul. Dacă numai primele două proprietăți sunt satisfăcute, este un prefascicul.

## Restricții la stânga și la dreapta
Mai general, restricția (sau restricția domeniului sau restricția la stânga) A ◁ R a unei relații binare R între E și F poate fi definită ca o relație având domeniul A, codomeniul F și graficul G(A ◁ R) = {(x, y) ∈ G(R) | x ∈ A} . Similar, se poate defini restricția la dreapta sau restricția codomeniului R ▷ B. Într-adevăr, s-ar putea defini o restricție la relații n-are, precum și la submulțimi înțelese ca relații, cum ar fi cele ale E × F pentru relații binare.

## Antirestricții
Antirestricția domeniului (sau scăderea domeniului) unei funcții sau relații binare R (cu domeniul E și codomeniul F) cu mulțimea A poate fi definită ca (E \ A) ◁ R; ea înlătură toate elementele lui A din domeniul E. Uneori este notată A ⩤ R. Similar, antirestricția codomeniului (sau scăderea codomeniului) unei funcții sau relații binare R cu mulțimea B este definită drept R ▷ (F \ B); ea înlătură toate elementele lui B din codomeniul F. Uneori este notată R ⩥ B.